# Pseudagrion fumipennis
Pseudagrion fumipennis – gatunek ważki z rodziny łątkowatych (Coenagrionidae).